# Antoni d'Avinyó i de Moles
Antoni d'Avinyó i de Moles, President de la Generalitat de Catalunya, nomenat el 17 de setembre de 1440.
Fill de Simó d'Avinyó i de Maria de Moles, va seguir la carrera eclesiàstica i va ser prior de Sant Quintí de Mediona, procurador de l'abat de Santa Maria de Ripoll, abat de Santa Maria d'Arles i, des del 6 de març de 1440, abat del Monestir de Montserrat succeint Marc de Villalba. Durant el seu mandat al front del monestir, i per influència de la reina Maria, s'incorporaren uns monjos provinents de l'abadia de Montecassino que intentaren fer una reforma monàstica enfrontant-se internament i creant una mena de doble comunitat que Antoni d'Avinyó va haver de pacificar. A la mort d'aquest, la reina i els monjos cassinesos nomenaren abat Jaume de Faus, però el papa Nicolau V ho va anul·lar.
Durant la seva estança a la Generalitat, se celebraren les Corts de Tortosa (1442) amb la reina Maria per absència del rei Alfons. L'únic punt a tractar era l'amenaça francesa al Rosselló. Va patir diversos ajornaments i protestes dels representants de Barcelona pel comportament i les formes de la reina, amb fets que qüestionaven la independència de la cambra. Finalment varen acabar el febrer de 1443 sense cap interès, ja que les tropes franceses havien marxat cap a Normandia.
En aquest període s'incorporà a l'escrivania de la Generalitat Jaume Safont, persona clau en la redacció i compilació del dietari de la Diputació del General.